# Tetrastemma humilis
Tetrastemma humilis är en djurart som tillhör fylumet slemmaskar, och som först beskrevs av Jean Louis Armand de Quatrefages de Bréau 1846.  Tetrastemma humilis ingår i släktet Tetrastemma och familjen Tetrastemmatidae. Inga underarter finns listade i Catalogue of Life.